# USS Ardent (AM-340)
Pour les autres navires du même nom, voir USS Ardent.
Le USS Ardent (pennant number AM-340) est un dragueur de mines de la Classe Auk lancé pour la United States Navy (USN) et qui a servi pendant la Seconde Guerre mondiale.

## Conception
Le Ardent est commandé pour le chantier naval de General Engineering & Dry Dock Company à Alameda dans l'état de Californie aux États-Unis. La pose de la quille est effectuée le 20 février 1943 sous le nom de HMS Buffalo (BAM 8) pour la Royal Navy, il est transféré à l'USN et renommé USS Ardent (AM-340) le 24 mai 1943. Le Ardent est lancé le 22 juin 1943 et mis en service le 25 mai 1944.
Les dragueurs de mines de classe Auk sont armés d'un canon de 3 pouces/50 calibres (76,2 mm), 2 canons Bofors 40 mm et sont équipés 2 lanceurs de charge de profondeurs pour la lutte anti-sous-marine.

## Histoire
Le Ardent est initialement mis en chantier sous le nom de HMS Buffalo (BAM-8) pour la Royal Navy le 20 février 1943. Il est reprogrammé pour être livré à l'USN (marine américaine); rebaptisé Ardent (AM-340) le 24 mai 1943; lancé le 22 juin 1943 et mis en service le 25 mai 1944.

### Seconde Guerre mondiale
Pendant les sept premiers mois de sa carrière, le Ardent escorte des convois et des navires opérant entre la côte ouest des États-Unis et les îles hawaïennes, bien qu'il se soit également rendu jusqu'à Eniwetok dans les Îles Marshall et à Tarawa dans les Îles Gilbert.

#### Naufrage du sous-marin japonais I-12
Le point culminant de son service pendant cette période est survenu le 13 novembre. Le Ardent et la frégate USS Rockford escortent un convoi de six navires à mi-chemin entre Honolulu et les États-Unis. À 12h32, le sonar du Ardent capte un contact sous-marin. L'Ardent attaque en premier à 12h41, tirant 24 charges de profondeur à l'aide de ses Hedgehog (Hérisson), et de nouveau à 12h46 avec une seconde charge "Hedgehog". Le Rockford quitte son poste d'escorte pour prêter main-forte et tire son premier barrage de roquettes depuis son "Hedgehog" à 13h08; deux explosions ont suivi, avant qu'une détonation sous-marine ne fasse basculer le navire.
Le Ardent mène deux autres attaques et la frégate largue 13 grenades sous-marines pour administrer le coup de grâce. Les explosions qui en résultent provoquent la perte de tout contact avec le sous-marin ennemi. L'épave retrouvée sur le lieu de la scène - planches de pont, liège de sol recouvert de gazole, une latte de bois provenant d'une caisse de légumes sur laquelle figurent des inscriptions et des publicités en japonais, des morceaux d'acajou verni portant des inscriptions en japonais et un morceau de planche de pont contenant des inscriptions de constructeurs japonais - indique un "coup de grâce" certain. Les recherches d'après-guerre ont révélé que le sous-marin coulé est le sous-marin japonais I-12, qui a quitté la  Mer intérieure de Seto le 4 octobre 1944 pour perturber la navigation américaine entre la côte Ouest et les îles hawaïennes. En coulant le I-12, le Ardent et le USS Rockford ont involontairement vengé l'atrocité commise par le I-12 le 30 octobre lorsque, après avoir coulé le Liberty ship SS John A. Johnson, le sous-marin a éperonné et coulé les canots et radeaux de sauvetage, puis mitraillé les 70 survivants. Parmi les dix hommes tués se trouvaient cinq hommes du détachement de garde armé de la marine marchande.

#### Deuxième déploiement dans le Pacifique
Le 1er décembre 1944, le Ardent quitte San Francisco, en Californie, et se dirige vers Hawaï. Il atteint Pearl Harbor le 10 et suit un entraînement intensif avant de partir pour les îles Marshall le 27 janvier 1945 avec le Task Group 51.11 (TG 51.11 ou groupe opérationnel 51.11), qui arrive le 5 février à Eniwetok. Deux jours plus tard, le Ardent s'embarque pour Tinian, et se présente au travail avec le groupe TG 52.3 le 11. Le 13 février, le navire fait route, en compagnie des USS Champion (AM-314), USS Devastator (AM-318), et USS Defense (AM-317), pour participer à la campagne d'Iwo Jima.
Il mène des opérations de dragage de mines au large de cette île pendant la journée du 15 au 18 février, et chaque nuit, son groupe se retire pour escorter l'USS Estes (AGC-12). Pendant les ratissages, les navires subissent des tirs intermittents de la part des batteries côtières ennemies, mais ne subissent pas de dommages. Le 19 février, le Ardent prend en remorque le USS Blessman (DE-69) endommagé par les bombes et se rend aux îles Mariannes pour escorter un convoi de LCI endommagés.

#### Les tirs du navire abat des avions japonais
En arrivant à Saipan le 25, le dragueur de mines embarque 20 marines et charge 149 sacs de courrier pour les livrer à Iwo Jima. Il revient sur cette île le 1er mars, mais met le cap sur Ulithi le lendemain, en tant qu'escorte de l'unité opérationnelle Task Unit (TU) 51.29.3. Quelques semaines plus tard, le Ardent prend la route avec la TG 52.4 pour participer à l'assaut sur Okinawa. Il commence les opérations de dragage de mines le 24 et les poursuit jusqu'au 31, l'unité à laquelle il est attaché détruisant 17 mines pendant cette période. Au cours des fréquentes attaques aériennes ennemies, le dragueur de mines prend plusieurs avions japonais sous le feu. Le 26 mars, un avion ennemi sous le feu du démineur rapide voisin USS Adams commencé un plané pour la poupe de l'USS Ardent. Le dragueur de mines ouvre le feu et pulvérise l'avion à 270 mètres de distance.
À quatre reprises le 28 mars, des avions japonais se rapprochent du Ardent et de ses compagnons. Une formation adjacente abat le premier, à 4 600 m du bâbord de l'USS Ardent. Les tirs combinés du Adams et du Ardent, ainsi que d'autres navires de la formation, explosent le second, à 1 100 mètres sur le travers bâbord. Le Ardent ouvre le feu sur le troisième appareil, et le voit exploser en mer, victime d'un barrage mis en place par une formation de navires sur le côté tribord. L'USS Adams prend à son compte le quatrième avion ennemi. Plus tard dans la journée, le dragueur de mines USS Skylark heurte une mine et coule; le Ardent sauve 19 survivants.

#### Débarquement à Okinawa
Après l'achèvement des opérations de dragage de mines, le Ardent prend position pour former un écran de protection. Le jour L, le jour du débarquement à Okinawa, le 1er avril 1945, un avion suicidaire (Kamikaze) s'est écrasé à proximité du USS Adams (DM-27), causant d'importants dégâts. Pendant cette période, le Ardent a ouvert le feu sur plusieurs avions japonais, mais n'a pas réussi à les toucher.

#### Période de réparation
Ordonné de se rendre à Saipan pour la réparation de ses moteurs, le Ardent s'embarque pour sa destination le 4 avril, et arrive le 10 avril. Comme les pièces nécessaires aux réparations ne sont pas disponibles dans les zones avancées, il est acheminé via Pearl Harbor, à Seattle, où il arrive le 30 mai.
Le Ardent subit des réparations des moteurs à Seattle, jusqu'au 7 août. Six jours plus tard, le 13, le dragueur de mines appareille pour Pearl Harbor, et est en mer en route vers les îles Hawaï, lorsque la guerre avec le Japon prend fin.

### Les opérations d'après-guerre
Parti de Pearl Harbor le 20 août en compagnie des USS Scoter (AM-381) et USS Redstart (AM-378), le Ardent fait escale à Saipan du 13 au 17 septembre, et arrive à Okinawa le 21.
Poursuivant sa route vers le Japon, le Ardent s'amarre à Sasebo, au Japon, le 27 septembre, débarquant des passagers et distribuant le courrier et du fret. Le navire fait un bref voyage de retour à Okinawa, où il arrive le 2 octobre, avant de revenir à Sasebo le 20 octobre. Pendant son séjour à Okinawa, il se prépare le 7 octobre à affronter un typhon et effectue des ratissages le long de la côte Est de l'île à la recherche de survivants de cette tempête. Rejoignant l'unité 52.4.1 le 27 octobre, le Ardent se rend dans la zone des champs de mines du "Klondike", située dans la mer de Chine orientale à 160 km au Sud-Ouest de Kyūshū. Il mène des opérations quotidiennes de dragage de mines jusqu'au 8 novembre, date à laquelle il revient à Sasebo. Entre cette date et la fin de l'année, le Ardent opère entre Honshū et Kyūshū, escortant des navires, transportant du matériel de dragage de mines, observant les opérations de dragage de mines japonaises et effectuant des tirs de démolition sur les terrains de déminage de Kushikino Ko. Il resta ainsi engagé jusqu'en mars 1946.
En route pour Kobe le 4 mars 1946, en compagnie de l'USS Defense (AM-317), le Ardent s'embarque pour les îles Hawaï deux jours plus tard, le 6 mars. Touchant à Saipan, Eniwetok, Atoll Johnston et Pearl Harbor, le dragueur de mines poursuit sa route vers la côte Ouest des États-Unis; seséparant du USS Defense le 16 avril, le Ardent jette l'ancre dans la baie de San Francisco le 19 avril.

#### L'inactivité du côté des États-Unis
Le dragueur de mines reste au San Francisco Naval Shipyard (chantier naval de San Francisco) jusqu'en novembre 1946. Par la suite, se rendant à San Diego en compagnie du USS Vigilance (AM-324), le Ardent opère ensuite aux alentours de l'île San Clemente, de Newport Beach et d'Oceanside, en Californie, ainsi que dans des stations de sauvetage air-mer au large des côtes Sud de la Californie. De retour au quai 17 de Treasure Island (Californie), le 15 décembre 1946, pour commencer les préparatifs d'inactivation, le Ardent est transféré à la Naval Base San Diego (base navale de San Diego) le 22 janvier 1947.

#### Déclassement
Mis hors service, et en réserve, le 30 janvier 1947, le Ardent est amarré avec le groupe de San Diego de la Pacific Reserve Fleet (flotte de réserve du Pacifique). Alors qu'il est en réserve, la désignation du navire change en MSF-340 le 7 février 1955. Rayé de la Naval Vessel Register (liste de la marine) le 1er juillet 1972, le navire est ensuite vendu au gouvernement du Mexique le 19 septembre 1972.

#### Service de la marine mexicaine
Le 19 septembre 1972, l'ancien Ardent est vendu à la marine mexicaine, qui le rebaptise ARM Juan N. Álvarez (C77). Son numéro de fanion change ensuite en G09, avant d'être changé une dernière fois en P108 en 1993.
En 2007, le Juan N. Álvarez est toujours en service actif pour la marine mexicaine.

### Honneurs de bataille
- 4 battle stars (étoiles de batailles) pour ses actions durant la Seconde Guerre mondiale

### Participation auxconvois
Le Ardent a navigué avec les convois suivants au cours de sa carrière:

### Commandement
- Lieutenant Commander Allan Davis Curtis (USNR) du 25 mai 1944 au 12 août 1945
- Robert Michael Simms (USNR) du 12 août 1945 à ?

Notes:
USNR:United States Navy Reserve